# 三和夜市
25°03′49″N 121°30′04″E / 25.063568°N 121.501124°E
三和夜市是位於新北市三重區中央北路的夜市景點，因與三和路二段、文化北路、長壽街口交界而得名，總長度約800公尺。三重區的三重中央公有零售市場，即坐落於此夜市，為三重區主要之公有市場。現今除夜市攤商，部分小型精品零售商亦選擇此據點營業。早上為傳統市場中央市場，晚上則是三和夜市，極為熱鬧。

## 周邊商圈
- 捷運台北橋站
- 天台影城
- 新北市立圖書館三重分館
- 開元公園
- 五燈獎豬腳飯
- 鎮安宮
- 台北橋黑熊好眠站
- 名爵汽車旅館
- E7PLAY 三重館〈保齡球場〉

三重大王木瓜牛奶雞排

## 外部連結
- 三和夜市-新北市觀光旅遊網 （页面存档备份，存于）
- 《三重區農會-地方色彩-三和夜市》 （页面存档备份，存于）
- 三和夜市的Facebook專頁